# عباس‌میرزا شریف‌زاده
عباس‌میرزا شریف‌زاده (ترکی آذربایجانی: Abbas Mirzə Şərifzadə) در ۲۲ مارس سال ۱۸۹۳ در شهرستان شماخی آذربایجان چشم به دنیا گشوده‌است. وی بازیگر تئاتر، کارگردان فیلم و ویراستار فیلم سرشناس آذربایجانی می‌باشد.

## زندگی‌نامه
عباس میرزا شریفزاده در ۲۲ مارس سال ۱۸۹۳ در خانواده‌ای تحصیل کرده در شهرستان شاماخی جمهوری آذربایجان به دنیا آمد. پدر وی «میرزا رسول» آدمی تحصیل‌کرده و جهان‌دیده بود. «میرزا رسول» که در مدرسه تأسیس شده از سوی «سید عظیم شیروانی» به نام «اصول جدید» مشغول تدریس بود، یکی از معلمان محترم شاماخی تلقی می‌گردید.
با وجود اینکه عباس میرزا شریفزاده در شاماخی تولد یافته‌بود، ولی تمامی عنفوان جوانی و عمرش را در باکو سپری کرد. وی به‌همراه خانواده‌اش مانند سایرین پس از وقوع زمین لرزه‌ای مهیب در شاماخی در سال ۱۹۰۲ این شهر را ترک گفته و به باکو منتقل گردید.

### اولین آشنایی با حرفه تئاتر
«میرزا محمد تقی» عموی عباس میرزا شریفزاده نقش بزرگی در آشنایی وی با تئاتر و نمایش ایفا کرده‌است. «میرزا محمد تقی» که تمایل بسیار زیادی به حرفهٔ تئاتر داشت، نمایش‌های مذهبی تهیه می‌کرد. روزی وی ایفای نقش دختر اسیر را در نمایش «شبیه» به عباس محول نمود. خودش نیز ایفای نقش «شومور» را عهده‌دار بود؛ ولی عباس نتوانست این نقش را به‌خوبی ایفا نماید. وی در حین نمایش جیغ زنان نزد مادرش که در میان تماشاچیان به نمایش تماشا می‌کرد، دوید.

### آموزش
وی در سال ۱۹۰۳ به دبیرستان رفت و آنجا علاقه‌ای به تئاتر پیدا کرد. بالطبع این علاقه به نمایش‌های تهیه شده توسط دانش آموزان خلاصه می‌شد.
عباس که از دانش آموزان ممتاز دبیرستان بود، در همه رویدادهای مهم آن شرکت می‌کرد. وی احساس می‌کرد، که دیگر از ایفای نقش و جذب توجه‌های تماشاگران به خود لذت می‌برد.
با این روش عباس راغب تر به حرفه بازیگری گردید؛ ولی از اینکه در آن روزگار مردم به این حرفه با دید خوب نمی‌نگریستند، پدر وی علی‌رغم اینکه آدمی جهان‌دیده و تحصیل‌کرده بود، با این خواست و رغبت عباس مخالفت نموده و هر بار به او این موضع مردم را خاطرنشان می‌ساخت؛ ولی عباس به نگرش‌های جامعه و پدرش در رابطه با این حرفه اهمیتی قائل نشد و شروع به تهیه نمایش‌ها به‌همراه داوطلبانی مثل خود نمود.

## فعالیت‌ها
عباس میرزا برای اولین بار در سال ۱۹۰۸ نقشی اپیزودیک ایفا نموده‌است. پس از آن، در چند نمایش، نقش‌آفرینی نموده‌است؛ ولی با ایفا نقش اصلی قاجار در فاجعه «آقامحمد شاه قاجار» نویسنده آذربایجانی «عبد الرحیم بیگ حقوردیف»، وی خود را به‌عنوان یک بازیگر تأیید نمود.
عباس میرزا نقش «هاملت» را برای اولین بار در آذربایجان ایفا نمود. این نمایش که مترجم آن «جعفر جبارلی» و کارگردانش «آ.آ. توگانوف» بودند، در سال ۱۹۲۶ در تئاتر درام باکو در معرض نمایش گذاشته‌شد. علاوه بر این وی نقش‌های اصلی در نمایش‌های ساخته‌شده بر اساس آثار نویسنده‌های معروف آذربایجانی و خارجی را داشت.
متأسفانه که همه افلام این نمایش‌ها از بین رفته‌است. وی نه‌تنها بازیگر، بلکه یکی از کارگردان‌های مجرب آذربایجانی بوده‌است. پس وی کارگردان نمایش‌های آثار «شیخ صنعان»، «اوقتای ائل اوغلو»، «آیدین»، «آقامحمد شاه قاجار»، «قاچاق کرم» و غیره … بوده‌است. عباس میرزا همچنین مدیر تولید اپراهای «لیلی و مجنون»، «اصلی و کرم»، «عاشیق غریب»، و «شاه اسماعیل» نیز بوده‌است.

## مرگ
عباس میرزا یکی از قربانیان سیاست‌های سرکوبگرایانه شوروی سابق می‌باشد. وی در ۴ دسامبر سال ۱۹۳۷ بر پایه اتهامات بی‌پایه و اساس در خانه خود بازداشت شده و دستخوش اهانت‌ها، زجر و شکنجه‌هایی گردید. در نتیجه این سرکوب‌ها دادگاه حکم اعدام وی با تیراندازی را در ۱۹ اکتبر سال ۱۹۳۸ صادر نمود که، یک ماه پس از آن، این حکم به اجرا درآمد.